# مردمان بودو

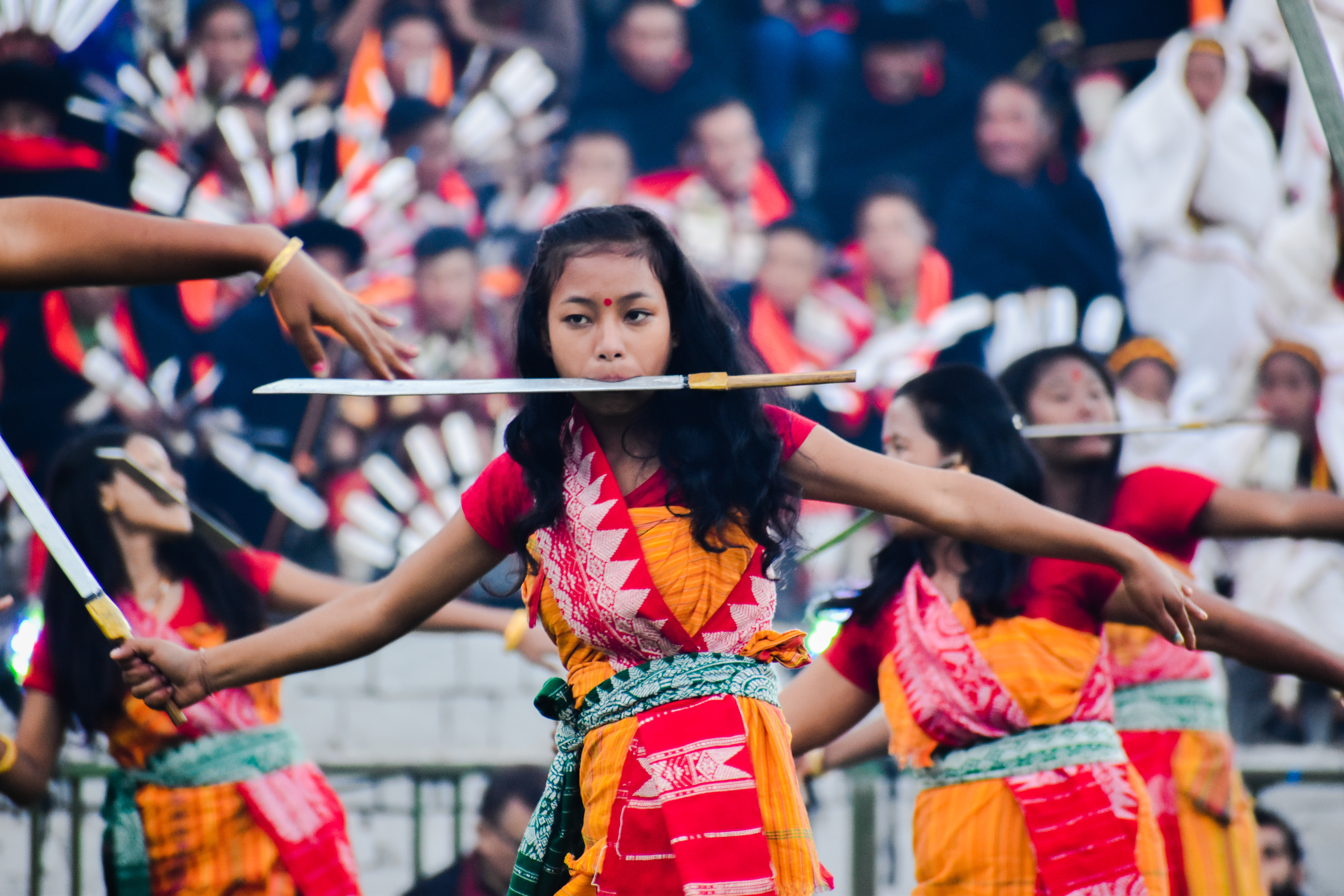
این تصویر در روستای میراث کیساما در جشنواره هورنبیل 2019 گرفته شد. این تصویر نشان دهنده شرکت کنندگانی است که رقص محلی خود را در حالی که سلاح های قبیله ای خود را در دست دارند اجرا می کنند.

مردم بودو یک جامعهٔ قومی و زبانی هستند که بیشتر در منطقهٔ آسام در شمال شرقی هند زندگی می‌کنند. این مردمان ازجمله نخستین اقوامی هستند که به این سرزمین مهاجرت کرده‌اند. براساس سرشماری سال ۱۹۹۱، ۱٫۲ میلیون بودو در ایالت آسام زندگی می کرده اند که ۵٫۳٪ کلّ جمعیّت این ایالت را تشکیل می‌دادند. بودوها خود متعلّق به یک قومیّت بزرگتر به نام بودو-کَچَری هستند. در برنامهٔ ششم قانون اساسی هند بودوها به‌عنوان یک قبیله به رسمیّت شناخته شده‌اند. اودالگوری و کوکراجهار مراکز سرزمین بودوها هستند.

## بودو-کچری
بودوها یکی از بزرگترین ۱۸ زیرگروه قومی گروه کچری هستند. این قوم نخستین‌بار در قرن ۱۹ام رده‌بندی شدند. بودوها در بیشتر نقاط شمال شرقی هند و نیز در برخی از بخش‌های نپال زندگی می‌کنند. مردم بودو طیف متنوّعی از مردمان بومی شمال شرقی هند را تشکیل می‌دهند. درحقیقت عبارت «بودو» معنی بسیار فراگیری دارد و مردمانی را که درجات مختلفی از میراث فرهنگی و زبانیشان با هم مشترک است را توصیف می‌کند. ضمناً این عبارت به جمعیّت‌ها، جوامع، و گروه‌های قومی بسیاری، مانند بورو کچری، دیماسا کچری، سونوال کچری، مچ کچری، رابها کچری، تنگال کچری، تیوا (لالائونگ)، سارانیا، موران-موتوک، و توئیپراس (تیپراسا/دوبورمان، رینگز، جاماتیا، نوتیا، اوچای، و مغ) اشاره دارد که هرکدام مراسم، زبان، فرهنگ، و هویّت تاریخی منحصربه‌فردی را دارند که با سایرین متفاوت است.

## دین
در گذشته، بودوها اجداد خود را پرستش می‌کردند و مراسم ویژه‌ای برای این کار داشتند؛ امّا در سال‌های اخیر بودوها به طور گسترده‌ای به دین‌هایی مانند هندوئیسم، باتوئیسم، و مسیحیّت روی‌آورده‌اند. در میان مسیحیان بودو، تعداد زیادی متعلّق به کلیسای لوتران انجیلی بودو هستند.

## بودوها در حال حاضر
در سال ۲۰۱۲ و در جریان خشونت‌های ۲۰۱۲ آسام میان بودوها (که بیشتر مسیحی و هندو هستند) با مهاجران مسلمانی که از بنگلادش به آسام آمده‌بودند درگیری شدیدی پیش‌آمد که به‌دنبال آن ۵۸ نفر کشته و ۴۰۰٬۰۰۰ نفر بی‌خانمان شدند.